# The Glory of Gershwin
The Glory of Gershwin est un album hommage à Larry Adler publié en 1994, à l'occasion de son 80e anniversaire, sur lequel l'harmoniciste américain accompagne des chanteurs de musique populaire sur des chansons de ses amis de longue date, George Gershwin et son frère Ira.

## Parution
Larry Adler désire célébrer son 80e anniversaire en planifiant un album classique en collaboration avec des artistes tels Itzhak Perlman, Placido Domingo et Isaac Stern. Mais après avoir été invité par l'auteur-compositeur-interprète britannique Sting à jouer un solo d'harmonica chromatique sur sa chanson Shape of My Heart, l'idée d'un album collaboratif avec des artistes pop est né, instiguée par l’imprésario britannique Jonathan Shalit (en).
Produit par George Martin, assisté pour la première fois de son fils Giles, cet album met en vedette des chanteurs différents qui accompagnent Adler et un orchestre, enregistrés en direct en studio. On y trouve aussi une version instrumentale de Summertime par le saxophoniste Courtney Pine et le concerto Rhapsody in Blue. Les arrangements orchestraux sont de Graham Preskett, George Martin et Michael Gibbs. L'illustration de la pochette de l'album et du single de Kate Bush sont du peintre Ian Youngs,, inspirée de la toile Trois Musiciens de Pablo Picasso[réf. souhaitée].
L'album est demeuré vingt-deux semaines dans le palmarès anglais et s'est hissé à la seconde place. La version américaine, qui n'a pas atteint les charts, ne contient pas les pistes Do What You Do chantée par Chris de Burgh ni Bidin' My Time (en) par Willard White.

### Singles
Singles de Kate Bush
The Red Shoes (en)
(5 avril 1994) And So Is Love (en)
(7 novembre 1994)
La chanson The Man I Love interprétée par Kate Bush a été publiée en 45 tours, atteignant la 27e place de la UK Singles Chart (couplée à une version raccourcie à 4:08 de Rhapsody in Blue). Originellement, Boy George a été approché pour chanter cette chanson mais la maison de disque a craint un malaise. Le clip est réalisé par Kevin Godley, le même qui a fait celui de la chanson Don't Give Up de Peter Gabriel avec Kate Bush comme invitée.
On publie aussi, en édition limitée, un CD-maxi-single des chansons It Ain't Necessarily So avec Cher et I'll Build a Stairway to Paradise avec Issy Van Randwyck. Ce disque comprend aussi The Gettysburg Address,, le célèbre discours d'Abraham Lincoln, narré par Ingrid Bergman accompagnée de Adler en solo jouant The Battle Hymn of the Republic, une relecture de leur prestation donnée à la fin de la Seconde Guerre mondiale devant les ruines de la Chancellerie du Reich à Berlin.

## Pistes
Les chansons sont écrites par George et Ira Gershwin sauf indications contraires. Les pistes précédées d'un astérisque sont exclues de l'édition américaine. Le symbole ₰ dénote une chanson qui sera incluse dans la compilation Produced by George Martin (en).
1. Peter Gabriel - Summertime (George Gershwin, DuBose et Dorothy Heyward et Ira Gershwin) (3:50) ₰
2. * Chris de Burgh - Do What You Do (George Gershwin, Ira Gershwin et Gus Kahn) (3:36)
3. Sting - Nice Work If You Can Get It (en) (3:02) ₰
4. Lisa Stansfield - They Can't Take That Away From Me (3:17)
5. Elton John - Someone to Watch Over Me (en) (3:32) / Love Is Here to Stay (en) (3:07)
6. Carly Simon - I've Got a Crush on You (3:36)
7. Elvis Costello - But Not for Me (5:04)
8. Cher - It Ain't Necessarily So (George Gershwin, DuBose et Dorothy Heyward et Ira Gershwin) (4:12)
9. Kate Bush - The Man I Love (3:20)
10. Jon Bon Jovi avec Richie Sambora à la guitare[4] - How Long Has This Been Going On? (en) (5:07)
11. Oleta Adams - Embraceable You (3:55)
12. * Willard White - Bidin' My Time (en) (3:31)
13. Sinéad O'Connor - My Man's Gone Now (en) (George Gershwin, DuBose et Dorothy Heyward et Ira Gershwin) (3:38) ₰
14. Robert Palmer - I Got Rhythm (3:55)
15. Meat Loaf - Somebody Loves Me (en) (George Gershwin, Ballard MacDonald (en) et Buddy DeSylva) (4:15)
16. Issy Van Randwyck (en) - I'll Build a Stairway to Paradise (George Gershwin, Arthur Francis et Buddy DeSylva) (4:33)
17. Courtney Pine - Summertime (George Gershwin, DuBose et Dorothy Heyward et Ira Gershwin) (4:01)
18. Larry Adler / George Martin - Rhapsody in Blue (George Gershwin) (8:28) ₰